# Baldovino IV di Fiandra
Baldovino IV di Fiandra detto il Barbuto, così definito nel Simonis gesta abbatum S. Bertini Sithiensum ("... a Balduino comite, qui ob magnitudinem virium suarum Magnus vel ad distantiam antessorum suorum equivocorum ob proceritatem barbae Barbatus dictus est,...") (980 circa – 30 maggio 1035) fu conte di Fiandra e d'Artois, dal 987 e conte di Hainaut (ridotto alla contea di Valenciennes), dal 1006 fino alla morte.

## Origine
Baldovino, secondo la Genealogiae Comitum Flandriae, era l'unico figlio maschio del conte di Fiandra, conte d'Artois e abate laico di San Bertino, Arnolfo II e di Rozala (952 – 7 febbraio 1003), moglie di Arnolfo II, come è indicato nelle Europäische Stammtafeln., vol II, cap. 5 (non consultate) (secondo gli Annales Elnonenses Minores il matrimonio poteva essere avvenuto prima del 968). Rosala era figlia di re d'Italia Berengario II e di Willa III d'Arles, figlia a sua volta del marchese di Toscana Bosone.
Arnolfo II di Fiandra era l'unico figlio del conte di Fiandra, conte d'Artois e abate laico di San Bertino, Baldovino III e di Matilde di Sassonia, che secondo l'Annalista Saxo Matilde era la figlia femmina primogenita di Ermanno Billung, duca di Sassonia, e di Ildegarda di Westerburg. Entrambe le famiglie discendevano da Carlomagno e per essere esatti il piccolo Baldovino era la settima generazione da parte di padre e ottava da parte di madre a partire dall'Imperatore.

## Biografia

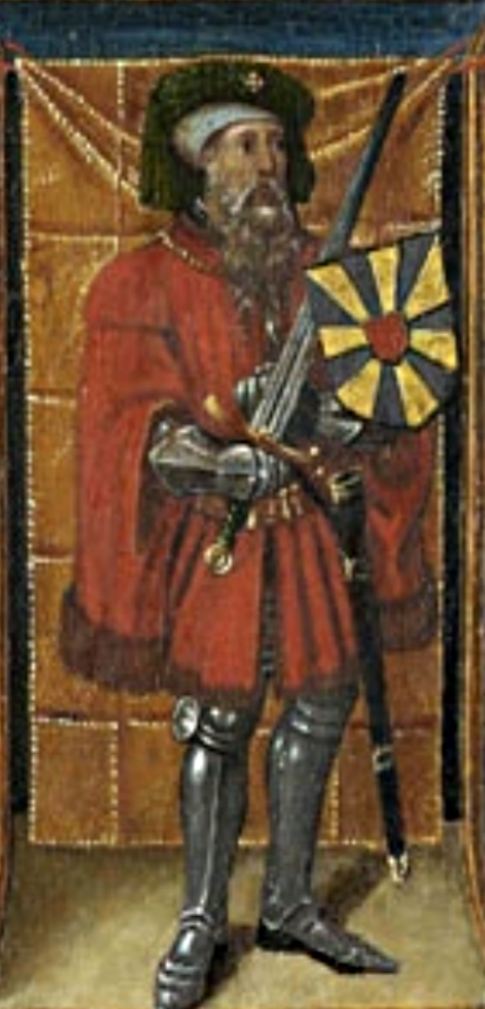
Baldovino IV detto il Barbuto

Alla morte del padre, Arnolfo II, Baldovino IV gli succedette, all'età di circa sette anni, sotto la tutela della propria madre, Rosala, con la reggenza di qualche nobile di cui non si conosce l'identità. Inoltre il nuovo re dei Franchi Occidentali, Ugo Capeto gli riconobbe i titoli di conte di Fiandra e di Artois, riconoscendogli anche i territori che suo bisnonno, Arnolfo I, nel 962, aveva ceduto al re dei Franchi Occidentali di allora, Lotario IV: l'Ostravent, il Ponthieu ed Amiens, ma, nello stesso tempo, con mire sulle contee di Baldovino IV si prodigò per organizzare il matrimonio tra suo figlio e suo erede, Roberto.
Nei primi mesi del 988, l'erede al trono di Francia, Roberto sposò la madre di Baldovino, Rosala, che era di circa vent'anni più vecchia di Roberto e che dopo questo matrimonio venne chiamata Susanna.
Il documento n° 64 delle Chartes et documents de l'abbaye de Saint Pierre au Mont Blandin à Gand, ci documenta una donazione fatta, il 1º aprile 988, al monastero stesso, da Baldovino IV, assieme alla madre, Susanna e controfirmata, tra gli altri, dallo zio, Teodorico II di Frisia e dal cugino, Arnolfo II di Boulogne.
Dopo che sua madre era stata ripudiata, tra il 991 ed il 992, il re i Francia si riprese alcuni dei territori che aveva ceduto alle Fiandre, determinando un ribellione delle Fiandre contro re Ugo Capeto che portò alla conferma del possesso dell'Artois e dell'Ostravent, mentre il Ponthieu ritornò alla Francia. Inoltre Baldovino riuscì a conquistare alcuni territori alla contea di Boulogne.
Al contrario dei suoi predecessori Baldovino pose la sua attenzione ai territori orientali e settentrionali, lasciando quelli meridionali nelle mani dei suoi vassalli: i conti di Guînes, di Hesdin e di St. Pol.
Il documento n° 91 delle Chartes et documents de l'abbaye de Saint Pierre au Mont Blandin à Gand, ci documenta una donazione fatta, il 1º giugno 1003, al monastero stesso, da Baldovino IV, assieme alla madre, Susanna.
Nel 1006, Baldovino riuscì a conquistare Valenciennes, che era di proprietà del re dei Romani (non ancora incoronato imperatore, Enrico II, rifiutando di riconsegnare la città ad Enrico II. Allora Enrico II si accordò con il re di Francia, Roberto II, di cui Baldovino era vassallo, ed insieme effettuarono una spedizione contro il conte delle Fiandre cercando inutilmente di riconquistare la città. Allora Enrico II, nell'estate del 1007, invase le Fiandre, devastando la regione. Baldovino dovette cedere e ritirarsi da Valenciennes, quando Enrico II, occupò Gand, risparmiandola dal saccheggio. Baldovino, con la promessa di non attaccare i territori imperiali, ottenne il perdono di Enrico II, e si riconobbe suo vassallo per il castello reale (edificato da Ottone I il Grande) di Gand. Dopo circa due anni, tra il 1009 ed il 1010, Baldovino ottenne il feudo di Valenciennes.
Nel 1012, Baldovino stipulò un'alleanza con Enrico II e da quest'ultimo riuscì a ad ottenere la signoria sull'isola di Walcheren. e delle altre isole della Zelanda. e poi nel 1013 parte di Cambresis e dell'Hainaut. Badovino con la signoria di Valenciennes e delle isole della Zelanda aveva assicurato ai conti delle Fiandre dei dominio al di là della Schelda.
Nel 1020, l'imperatore Enrico II, intraprese una campagna militare contro Baldovino, invadendo per la seconda volta le Fiandre, occupando la città di Gand. Baldovino allora, per migliorare i rapporti col regno di Francia, fu favorevole al fidanzamento del proprio figlio, Baldovino con la figlia di Roberto II, Adele.
Suo figlio, Baldovino, dopo che, nel 1028, aveva sposato Adele di Francia, si ribellò a suo padre che dovette lasciare le Fiandre e rifugiarsi in Normandia, dove si sposò, in seconde nozze, con Eleonora, la figlia del duca di Normandia, Riccardo II. Quindi con l'aiuto dell'esercito normanno, Baldovino IV riuscì a rientrare nelle Fiandre, dove perdonò il figlio e l'associò nel governo delle contee.
Nei territori francesi della contea, durante il governo di Baldovino IV, fu organizzata la ripopolazione delle coste delle Fiandre e l'ampliamento del porto e della città di Bruges la supremazia della famiglia rimase immutata.
Baldovino IV morì nel 1035, come documentato dagli Annales Elnonenses Minores, in cui viene definito, figlio di Susanna, mentre dagli Annales Blandinienses viene definito glorioso marchese.
Gli succedette il figlio primogenito, Baldovino V.

## Matrimonio e discendenza
Baldovino, sempre secondo la Genealogiae Comitum Flandriae, aveva sposato, in prime nozze, Ogiva di Lussemburgo, che, ancora secondo la Genealogiae Comitum Flandriae, era figlia del conte del Moselgau, Federico di Lussemburgo (erroneamente, nel testo viene citato il fratello, Giselberto di Lussemburgo). e della moglie di cui non si conosce il nome, che secondo la Vita Adelheidis abbatissæ Vilicensis, era discendente dai Corradinidi, conti e duchi della Franconia.
Baldovino da Ogiva ebbe uno (o forse due) figli:
- Baldovino[3] (1012/3-1º settembre 1067), conte di Fiandra e d' Artois,
- Ermengarda di Fiandra, che sposò Adalberto conte di Gand.

Rimasto vedovo, nel 1030, secondo gli Annales Blandinienses ("Obiit Odgiva comitissa."), sposò, in seconde nozze, Eleonora di Normandia, che, secondo il monaco e cronista normanno, Guglielmo di Jumièges, nella sua Historiæ Normannorum Scriptores Antiqui era la figlia del quarto signore della Normandia che fu il secondo ad ottenere formalmente il titolo di Duca di Normandia, Riccardo II e di Giuditta.
Baldovino da Eleonora ebbe solo una figlia:
- Giuditta (1033/5-marzo 1094), che secondo l'Annalista Saxo andò sposa prima a Tostig del Wessex (erroneamente chiamato aroldo), jarl di Northumberland[20] e poi in seconde nozze, Guelfo d'Este.[21]

Questi matrimoni politici dimostrano i diversi interessi politici della famiglia, sui regni di Francia ed Inghilterra ma anche sul Sacro Romano Impero.
La nipote di Baldovino, Matilde di Fiandra, andrà in sposa a Guglielmo il Conquistatore, dando origine così alla linea dei sovrani Anglo-Normanni di Inghilterra.

## Ascendenza
|                          |                     |                         | Genitori                 |  |  | Nonni |  |  | Bisnonni             |  |  | Trisnonni               |  |
|                          |                     |                         |                          |  |  |       |  |  | Arnolfo I di Fiandra |  |  | Baldovino II di Fiandra |  |
|                          |                     |                         |                          |  |  |       |  |  | Arnolfo I di Fiandra |  |  | Baldovino II di Fiandra |  |
|                          |                     | Elfrida del Wessex      |                          |  |  |       |  |  | Arnolfo I di Fiandra |  |  |                         |  |
| Baldovino III di Fiandra |                     |                         |                          |  |  |       |  |  | Arnolfo I di Fiandra |  |  |                         |  |
|                          |                     | Adele di Vermandois     | Erberto II di Vermandois |  |  |       |  |  |                      |  |  |                         |  |
|                          |                     | Adele di Vermandois     | Erberto II di Vermandois |  |  |       |  |  |                      |  |  |                         |  |
|                          |                     | Adele di Vermandois     | Adele                    |  |  |       |  |  |                      |  |  |                         |  |
| Arnolfo II di Fiandra    |                     | Adele di Vermandois     |                          |  |  |       |  |  |                      |  |  |                         |  |
|                          |                     | Ermanno di Sassonia     | Billung von Stubenskorn  |  |  |       |  |  |                      |  |  |                         |  |
|                          |                     | Ermanno di Sassonia     | Billung von Stubenskorn  |  |  |       |  |  |                      |  |  |                         |  |
|                          |                     | Ermanno di Sassonia     | Ermengarda di Nantes     |  |  |       |  |  |                      |  |  |                         |  |
| Matilde di Sassonia      |                     | Ermanno di Sassonia     |                          |  |  |       |  |  |                      |  |  |                         |  |
|                          |                     | Ildegarda di Westerburg | …                        |  |  |       |  |  |                      |  |  |                         |  |
|                          |                     | Ildegarda di Westerburg | …                        |  |  |       |  |  |                      |  |  |                         |  |
|                          |                     | Ildegarda di Westerburg | …                        |  |  |       |  |  |                      |  |  |                         |  |
| Baldovino IV di Fiandra  |                     | Ildegarda di Westerburg |                          |  |  |       |  |  |                      |  |  |                         |  |
|                          | Adalberto I d'Ivrea | Anscario I              |                          |  |  |       |  |  |                      |  |  |                         |  |
|                          | Adalberto I d'Ivrea | Anscario I              |                          |  |  |       |  |  |                      |  |  |                         |  |
|                          | Adalberto I d'Ivrea | Volsia di Susa          |                          |  |  |       |  |  |                      |  |  |                         |  |
| Berengario II d'Ivrea    | Adalberto I d'Ivrea |                         |                          |  |  |       |  |  |                      |  |  |                         |  |
|                          |                     | Gisla del Friuli        | Berengario del Friuli    |  |  |       |  |  |                      |  |  |                         |  |
|                          |                     | Gisla del Friuli        | Berengario del Friuli    |  |  |       |  |  |                      |  |  |                         |  |
|                          |                     | Gisla del Friuli        | Bertila di Spoleto       |  |  |       |  |  |                      |  |  |                         |  |
| Rozala d'Ivrea           |                     | Gisla del Friuli        |                          |  |  |       |  |  |                      |  |  |                         |  |
|                          |                     | Bosone d'Arles          | Tebaldo d'Arles          |  |  |       |  |  |                      |  |  |                         |  |
|                          |                     | Bosone d'Arles          | Tebaldo d'Arles          |  |  |       |  |  |                      |  |  |                         |  |
|                          |                     | Bosone d'Arles          | Berta di Lotaringia      |  |  |       |  |  |                      |  |  |                         |  |
| Willa III d'Arles        |                     | Bosone d'Arles          |                          |  |  |       |  |  |                      |  |  |                         |  |
|                          |                     | Willa II di Borgogna    | Rodolfo I di Borgogna    |  |  |       |  |  |                      |  |  |                         |  |
|                          |                     | Willa II di Borgogna    | Rodolfo I di Borgogna    |  |  |       |  |  |                      |  |  |                         |  |
|                          |                     | Willa II di Borgogna    | Willa di Provenza        |  |  |       |  |  |                      |  |  |                         |  |
|                          |                     | Willa II di Borgogna    |                          |  |  |       |  |  |                      |  |  |                         |  |

### Fonti primarie
- (LA)  Monumenta Germaniae Historica, Scriptores, tomus V.
- (LA)  Monumenta Germaniae Historica, Scriptores, tomus IX.
- (LA)  Monumenta Germaniae Historica, Scriptores, tomus XV.2.
- (LA)  Chartes et documents de l'abbaye de Saint Pierre au Mont Blandin à Gand.
- (LA)  Monumenta Germaniae Historica, Scriptores, tomus VI.
- (LA)  Historiæ Normannorum Scriptores Antiqui.

### Letteratura storiografica
- Louis Halphen, La Francia nell'XI secolo, in «Storia del mondo medievale», vol. II, 1999, pp. 770–806
- Edwin H Holthouse, L'imperatore Enrico II, in «Storia del mondo medievale», vol. IV, 1999, pp. 126–169
- (EN) Europäische Stammtafeln:Tables of Contents for volumes 1-23 (PDF) [collegamento interrotto], su cybrary.uwinnipeg.ca.
- "Tostig, Earl of Northumbria". Dictionary of National Biography 19: 998–1001.